# Remingtonocetus
Famille
Genre
Remingtonocetus est un genre éteint de cétacés de la famille également éteinte des Remingtonocetidae, dont il est le genre type. Il a vécu lors de l’Éocène.

## Systématique
Le genre Remingtonocetus a été créé en 1986 par les paléontologues indiens Kishor Kumar (d) et Ashok Sahni (d),

## Répartition, habitat
Remingtonocetus vivait sur les rives du paléo-océan Téthys dans l’actuel sous-continent indien.

## Étymologie
Le genre a été nommé en hommage au zoologiste et paléontologue américain Remington Kellogg (1892-1969).

## Liste d'espèces
Selon Paleobiology Database (12 septembre 2022) :
- † Remingtonocetus domandaensis Gingerich et al., 2001
- † Remingtonocetus harudiensis (Sahni & Mishra, 1975) − espèce type

## Galerie

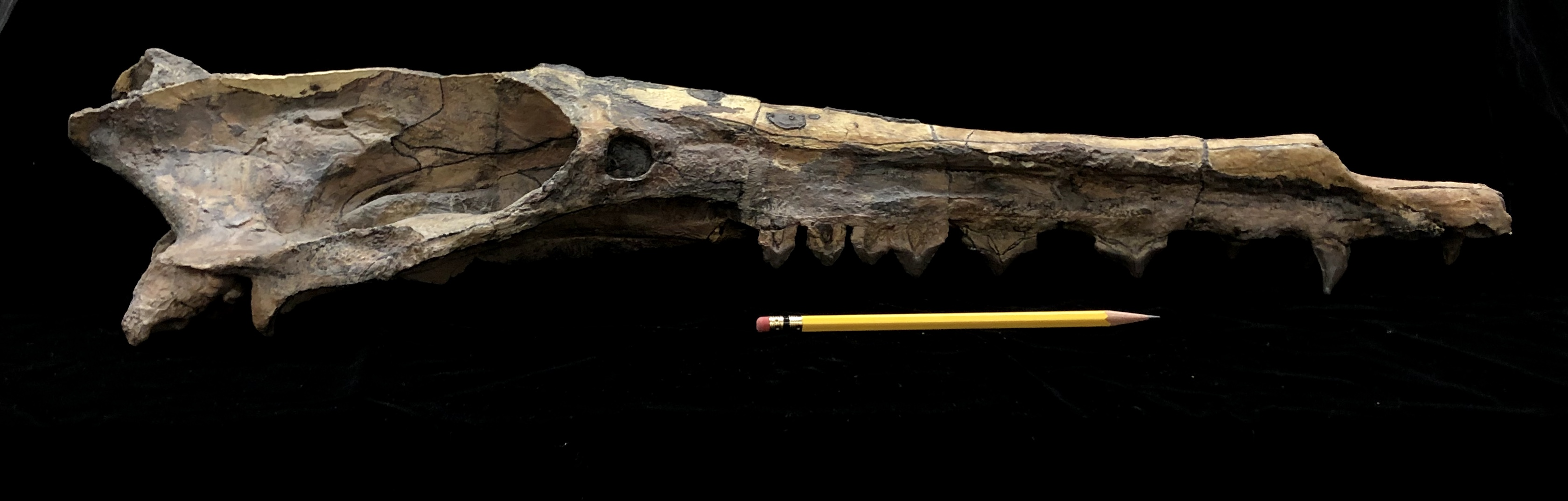
Crâne de Remingtonocetus harudiensis (spécimen IITR-SB 2770).
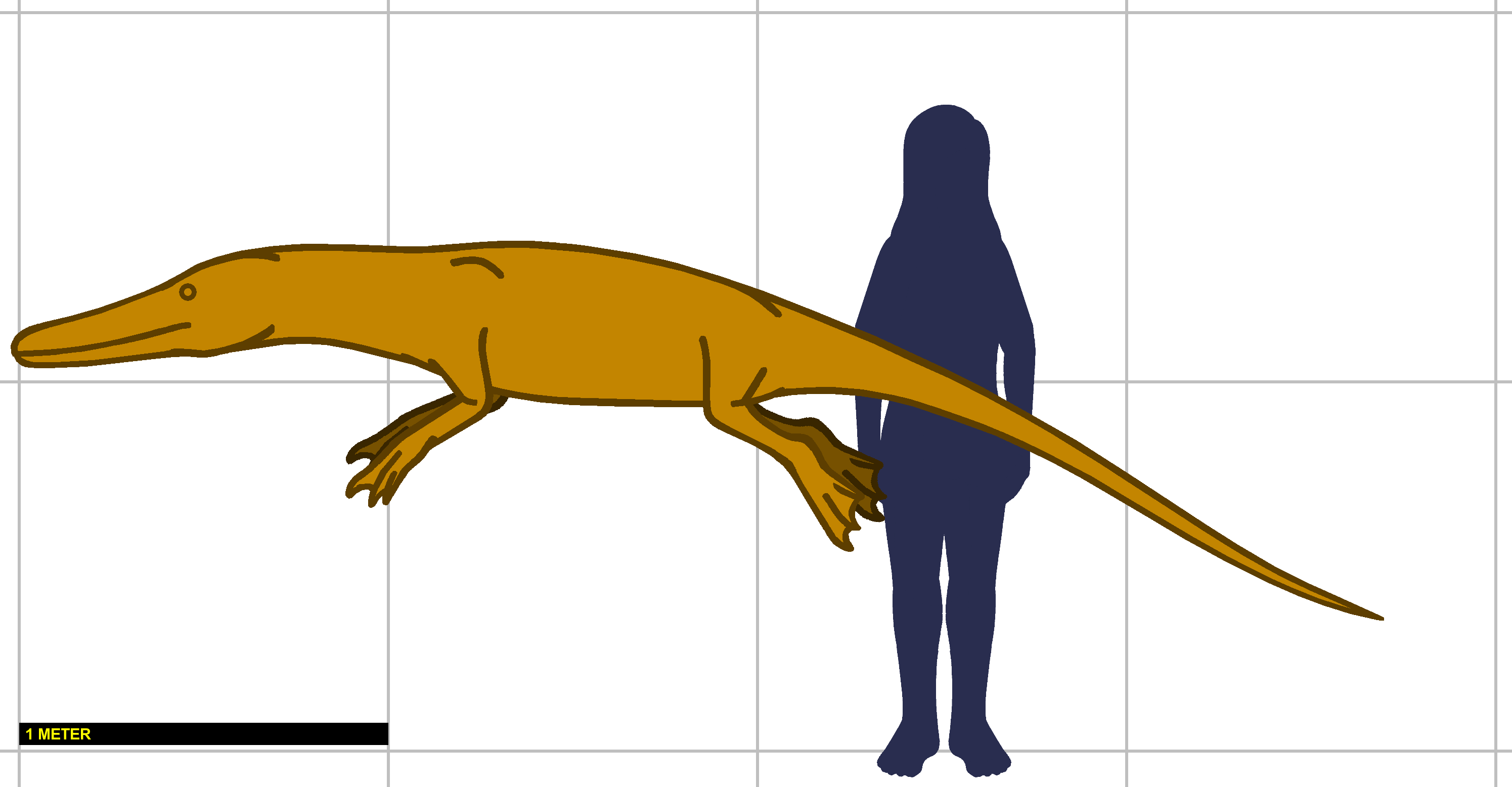
Remingtonocetus à la même échelle qu’un être humain (la barre noire représente 1 m).

## Publication originale
- (en) Kishor Kumar et Ashok Sahni, « Remingtonocetus harudiensis, new combination, a Middle Eocene archaeocete (Mammalia, Cetacea) from Western Kutch, India », Journal of Vertebrate Paleontology, SVP et Taylor & Francis, vol. 6, no 4,‎ 24 décembre 1986, p. 326-349 (ISSN 0272-4634 et 1937-2809, OCLC 238100068, DOI 10.1080/02724634.1986.10011629).